# Чан'е-6
Чан'е-6 (кит. 嫦娥六号, піньїнь Cháng'é liùhào) — роботизована місія для дослідження Місяця Китайського національного космічного управління (CNSA). Під час другої китайської місії повернення з Місяця було вперше отримано зразок ґрунту та гірських порід зі зворотного боку та доставлено його на Землю. Як і її попередники в китайській програмі дослідження Місяця, космічний корабель названий на честь китайської богині місяця Чан'е. Запуск пройшов 3 травня 2024 року. Місія тривала 53 дні й успішно завершилася 25 червня 2024 року, коли капсула зі зразками порід приземлилася у Внутрішній Монголії.

## Огляд
Китайська програма дослідження Місяця складається з чотирьох етапів поступового технологічного прогресу: метою першого етапу є досягнення орбіти Місяця; це завдання було виконано «Чан'е-1» у 2007 році та «Чан'е-2» у 2010 році. Другий етап спрямований на висадку і пересування на Місяці, що було здійснено «Чан'е-3» у 2013 році та «Чан'е-4» у 2019 році. Третій етап передбачає збір місячних зразків і відправку їх на Землю, вперше завершений «Чан'е-5» у 2020 році та запланований на «Чан'е-6». Четвертий етап складається з розробки роботизованої дослідницької станції поблизу південного полюса Місяця. Програма має на меті полегшити пілотовані висадки на Місяць у 2030-х роках і, можливо, побудувати пілотований аванпост поблизу південного полюса Місяця.
Попередня місія «Чан'е-5» повернула 1,73 кг матеріалу з північної півкулі ближнього боку Місяця. Місія «Чан'е-6» натомість здійснила посадку і доставку матеріалу з південної півкулі зворотного боку Місяця. Зокрема, посадковий сегмент місії «Чан'е-6» був спрямований на південну частину кратера Аполлон, який сам лежить у межах більшого ударного басейну Південного полюса — Ейткена (SPA) на зворотному боці Місяця. Є надія, що зразки, зібрані в цільовій зоні, можуть включати матеріал місячної мантії, викинутий у результаті початкового удару, який створив басейн SPA. Спусковий апарат місії призначений для збору до 2 кілограмів матеріалу зі зворотного боку Місяця, включаючи поверхневий ґрунт і каміння (за допомогою совка) і підповерхневі зразки (за допомогою бура). 2 червня 2024 року, Китай став другою країною після Індії, космічний апарат якої успішно здійснив посадку на південну сторону Місяця.

## Архітектура місії

Посадковий апарат «Чан'е-5/6» на Місяць (задум художника)

«Чан'е-6» було створено як резервну копію «Чан'е-5». Місія складалася з чотирьох модулів: спусковий апарат для збирання близько 2 кг зразків з глибини 2 метрів під поверхнею помістив їх у прикріплений до нього ракетоносій, який був запущений на місячну орбіту. Потім ракета-носій повністю автономно і роботизовано здійснила стикування з орбітальним апаратом, де зразки були роботизовано перенесені в капсулу для повернення зразків для доставки на Землю. Орієнтовна стартова маса ракети-носія становить 8200 кг, спускового апарата — 3200 кг, засобу доставки зразків — близько 700 кг.

## Корисне навантаження
У жовтні 2018 року китайські офіційні особи оголосили, що закликатимуть міжнародних партнерів запропонувати додаткове корисне навантаження до 10 кг для включення в цю місію. У листопаді 2022 року було оголошено, що місія нестиме корисне навантаження від чотирьох міжнародних партнерів:
- Французький прилад під назвою DORN (Detection of Outgassing Radon) для вивчення транспортування місячного пилу та інших летючих речовин між місячним реголітом і місячною екзосферою, включаючи кругообіг води[19].
- Італійський інструмент під назвою INRRI (INstrument for landing-Roving laser Retroreflector Investigations), що складається з пасивного лазерного ретрорефлектора, який використовується для лазерного визначення дальності посадкового модуля, подібного до тих, що використовувалися в місіях «Скіапареллі» та InSight.
- Шведський NILS (Negative Ions on Lunar Surface), інструмент для виявлення та вимірювання негативних іонів, відбитих поверхнею Місяця[20].
- Пакистанський орбітальний апарат ICUBE-Q CubeSat, розроблений Інститутом космічних технологій, який містить дві оптичні камери для зображення поверхні Місяця та отримання даних про магнітне поле Місяця[21][22].

## Запуск
Зонд був запущений ракетою «Великий похід 5" 3 травня 2024 року з Центру запуску супутників Веньчан на острові Хайнань.

## Посадка
2 червня 2024 року, о 6:09 (за пекінським часом), місячний зонд «Чан'е-6» (Chang'e-6) здійснив успішну посадку у визначеній зоні на зворотному боці супутника Землі. Відповідно повідомлення Китайського національного космічного управління, місце посадки «Чан'е-6» знаходиться в ударному кратері Аполлона в районі Південного полюса Місяця.

## Завершення місії
25 червня 2024 року китайський місячний зонд «Чан'е-6» (Chang'e-6) зі зразками породи з поверхні зворотного боку Місяця, успішно приземлився у визначеній посадковій зоні автономного району Внутрішня Монголія на півночі Китаю. З посиланням на Національне космічне управління КНР, зворотна капсула, яка вперше в історії людства доставила на Землю зразки, зібрані на невидимому з нашої планети боці Місяця, відокремився від орбітального апарата приблизно за 5000 км над Південною Атлантикою й о 13:41 за місцевим часом (8:41 за Києвом) увійшла в атмосферу Землі на висоті 120 км і швидкості близько 11,2 км на секунду. Після кількох гальмівних маневрів та уповільнення швидкості спуску, на висоті 10 км над землею розкрився парашут і о 14:07 капсула точно та плавно приземлилась у визначеному районі, де її знайшла пошукова група. В подальшому капсулу доправлять до Пекіна, де відкриють та передадуть місячні зразки групі вчених для подальшого зберігання, аналізу і вивчення.